# Focke-Wulf Super Lorin

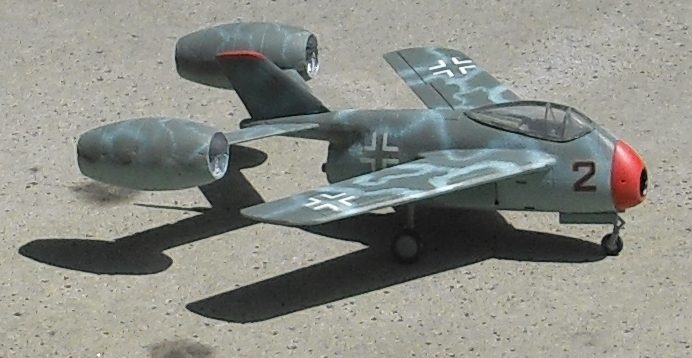
Focke-Wulf Super Lorin. Модель

Focke-Wulf Super Lorin — німецький винищувач-перехоплювач завершального етапу Другої світової війни. Згідно з системою позначення літаків Рейхсміністерством авіації Третього Райху (RLM) позначення Focke-Wulf Super Lorin офіційно не присвоювалось.

## Історія
Проєкт літака 1944 розробляв інженер компанії Focke-Wulf Гайнц фон Гален в період розробки другого покоління реактивних винищувачів Люфтваффе. Збереглось обмаль даних про даний проєкт. Два прямоточні повітряно-реактивні мотори Lorin розміщувались на пілонах у його хвостовій частині. Їхнє розміщення нагадувало Focke-Wulf Ta 283. Для їхньої роботи необхідна була швидкість 240 км/год, що мали забезпечити при зльоті ракетні прискорювачі Walter HWK 109-509A-2. При розмаху крил 7,6 м довжина літака становила 11,6 м. Озброєння складалось з двох швидкострільних 30-мм гармат MK 108.
Мішаний ракетно-реактивний привід літаків не сприйняло командування Люфтваффе і проєкт був призупинений.